# Sydney Chandler
Sydney Chandler, född den 13 februari 1996, är en amerikansk skådespelare. Hon är dotter till skådespelaren Kyle Chandler.

## Biografi
I TV-serien Pistol som handlar om punkbandet Sex Pistols spelade Chandler Chrissie Hynde. I filmen Don't Worry Darling spelade hon karaktären Violet. I serien Alien: Earth gör hon huvudrollen Wendy som beskrivs som en kvinna med en vuxen kvinnas kropp men ett barn sinne.

## Filmografi (i urval)
- 2022 – Don't Worry Darling
- 2022 – Pistol (TV-serie)
- 2024 – Sugar (TV-serie)
- 2025 – Alien: Earth (TV-serie)